# Michel de Lamotte
 (mai 2023).
Si vous disposez d'ouvrages ou d'articles de référence ou si vous connaissez des sites web de qualité traitant du thème abordé ici, merci de compléter l'article en donnant les références utiles à sa vérifiabilité et en les liant à la section « Notes et références ».
Pour les articles homonymes, voir Lamotte.
Michel J.J.P.C. de Lamotte (Liège, le 11 avril 1955) est un homme politique belge de langue française, membre du mouvement politique Les Engagés.
Conseiller communal de la ville de Liège depuis 1983.
Chef de groupe cdH depuis 2012.
Député à la Région wallonne et à la Communauté française de 2001 à 2014.
Chef de groupe cdH au Parlement wallon de 2004 à 2009, il a également été président  de la commission de l'Environnement, de l'Aménagement du Territoire et de la Mobilité et président, pour la Belgique, de l’Assemblée Parlementaire de la Francophonie (APF).
Échevin des finances et de l'urbanisme la Ville de Liège de 1996 à 1999.
Chef de groupe PSC de 1999 à 2001.
Député fédéral à partir du 23 avril 2015 en remplacement de Melchior Wathelet (fils), démissionnaire.
Deuxième suppléant à l'issue des élections régionales du 26 mai 2019, il redevient député en prêtant serment le 19 octobre 2022 devant le Parlement de Wallonie, au sein du groupe Les Engagés en remplacement d'Alda Greoli députée démissionnaire.

## Décoration
- Commandeur de l'ordre de Léopold (2019)[1].